# ソ連によるルーマニアの占領

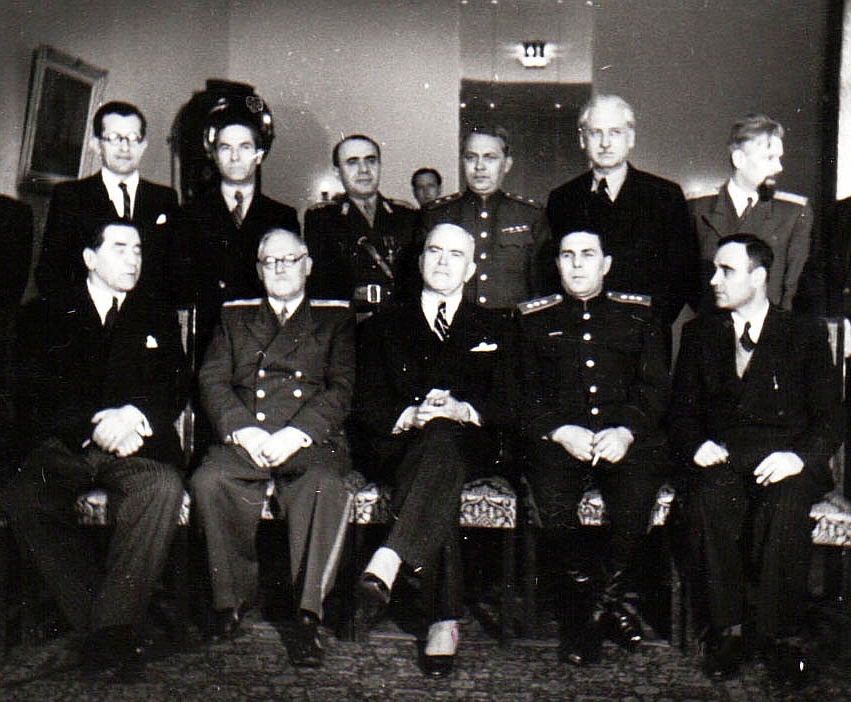
1945年3月11日、ブクレシュティにあるソ連公使館にて。前列中央に座っているのはペトル・グローザ

ソ連によるルーマニアの占領（ソれんによるルーマニアのせんりょう、ルーマニア語: Ocupaţia Sovietică a României, オクパツィア・ソヴィエティカ・ア・ロムニエイ、ロシア語: Советская Оккупация Румынии, サヴィエツカヤ・アクパーツェア・ロムニエ ）は、1944年から1958年にかけて、ソ連がルーマニアを軍事占領した期間を指す。1944年8月、第三ウクライナ戦線正面軍がヤッシー＝キシニョフ攻勢に従軍し、モルダヴィアを占領したのち、ルーマニアはドイツに宣戦布告した。1944年8月の時点で、ルーマニアはナチス・ドイツの同盟国であった。この年の4月から8月にかけて行われた戦闘を経て、ソ連軍はモルダヴィアの北西部を占領した。1944年8月23日、ルーマニア王国の君主、ミハイ一世が起こした宮廷クーデターでイオン・アントネスク(Ion Antonescu)は逮捕された。ミハイ一世は「この国を破局から救う唯一の方法は、枢軸国との同盟からの離脱と戦争の即時停止である」「ルーマニアはソ連、イギリス、アメリカ合衆国からの休戦協定を受け入れた」と発表した。その後、ルーマニアはドイツとの同盟を解消し、連合国側に付いた。1944年9月12日のモスクワ休戦協定の調印に先立ち、ソ連軍はルーマニアの領土の大部分を占領した。休戦協定ならびに1947年2月に締結されたパリ講和条約により、ルーマニアにおけるソ連軍の駐留に法的根拠が与えられた。1952年の「ルーマニア人民共和国憲法」の序章では、「ルーマニア人民共和国は、都市や農村の労働者で構成される国家である。ルーマニア人民共和国は、ドイツのファシズムに対するソ連の歴史的勝利と、栄光あるソ連軍がルーマニアを解放したことで誕生した」と明記されている。1918年以降はルーマニアの領土であったベッサラビアと北部ブコヴィナは、ソ連が占領した。
西側諸国とルーマニアの反共主義者の多くは「ソ連によるルーマニアの占領」なる表現を使うことが多い。
- 「ソ連軍は1944年にルーマニアを占領し、10年以上居座った」[7]

- 「ソ連占領軍は、1958年に撤退した」[8]

- 「この国は、（1958年まで）ソ連による長期の占領に耐え続け、ソ連に対して巨額の賠償金を支払わなければならなかった」[9]

- 「ルーマニアを占領したソ連軍は、ルーマニアの政治家たちに対する無制限の干渉ができるようになった」[10]

- 「1958年6月、ルーマニア、ロシア、ユーゴスラヴィアの間における複雑な合意に基づき、ソ連による占領軍の部隊がルーマニアを去った」[11]

- 「ルーマニアの共産主義者は、1944年にソ連軍が国を占領するまで、冴えない末端集団として留まっていた」[12]

- 「ソ連軍はルーマニア領土を占領した…ソ連が管理する政治組織『ルーマニア共産党』は、いかなる人的犠牲を払おうとも、この情勢を利用してスターリズム政権の国家をできるだけ早く樹立しようとしていた」[13]

- 「主要な焦点となるのは、1944年から1958年にかけての、ルーマニア領土の大部分の占領である…ソ連による占領が、ルーマニアの経済、政治、社会に壊滅的な影響をもたらしたことに、疑いの余地は無い」[14]

- 「ソ連軍の撤退は、14年間続いたこの国に対する直接の軍事占領の終わりを意味した」[15]

- 「戦略諜報局の長官、フランク・ガーディナー・ウィスナー（英語版）は、ソ連による野蛮な占領を目撃した」[16]

ルーマニアの歴史家、スティーヴン・フィッショル＝ガラースィは、1944年から1958年にかけての占領期間について「『資本家民族主義』の遺物の破壊と、ソ連の占領下におけるルーマニアの国家主権の縮小がもたらした、国民の主体性の喪失である」と表現している。

## 背景

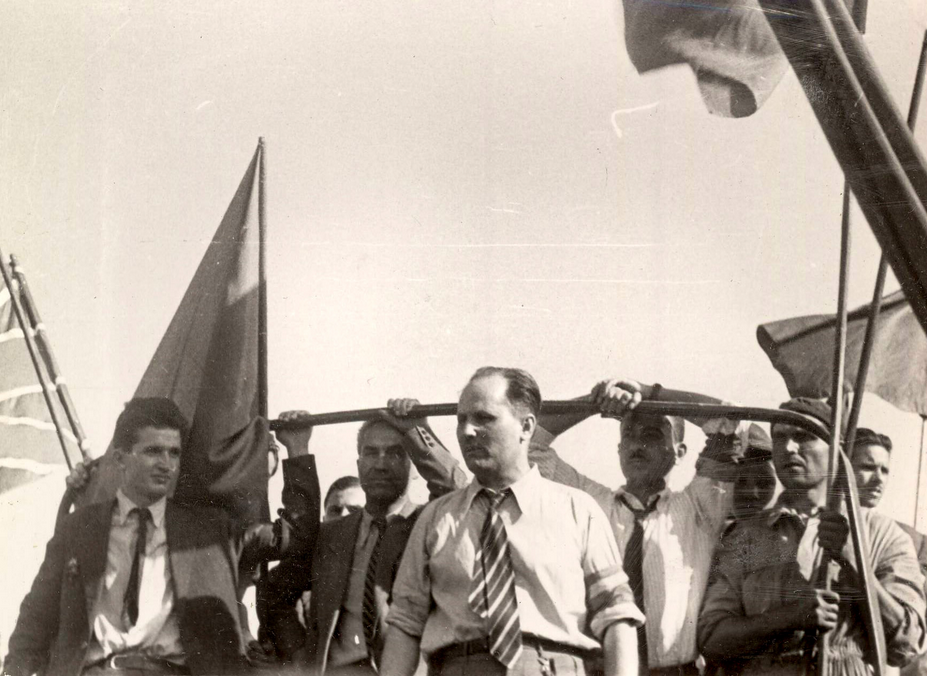
1944年8月30日、ブクレシュティにて、ルーマニアの政治家たちがソ連軍を出迎える様子。写真中央の人物はコンスタンティン・アジュ。写真左端の人物はニコラエ・チャウシェスク

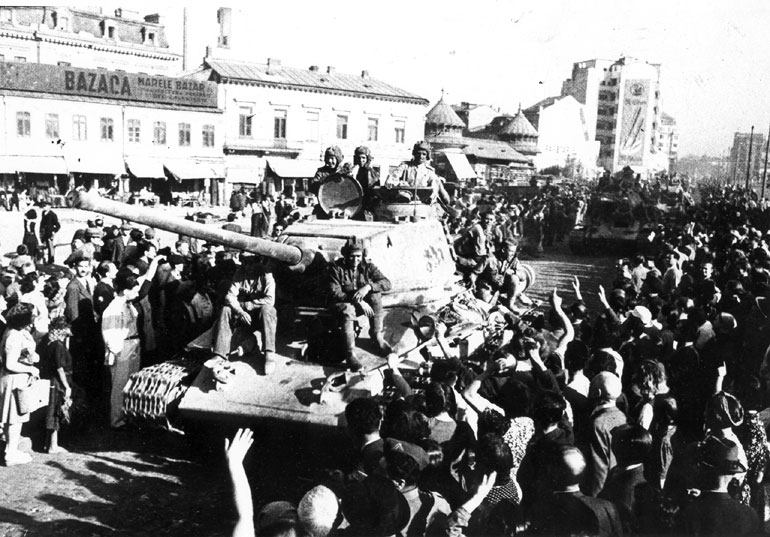
1944年8月31日、第三ウクライナ戦線正面軍の軍事部隊がブクレシュティに入国する様子

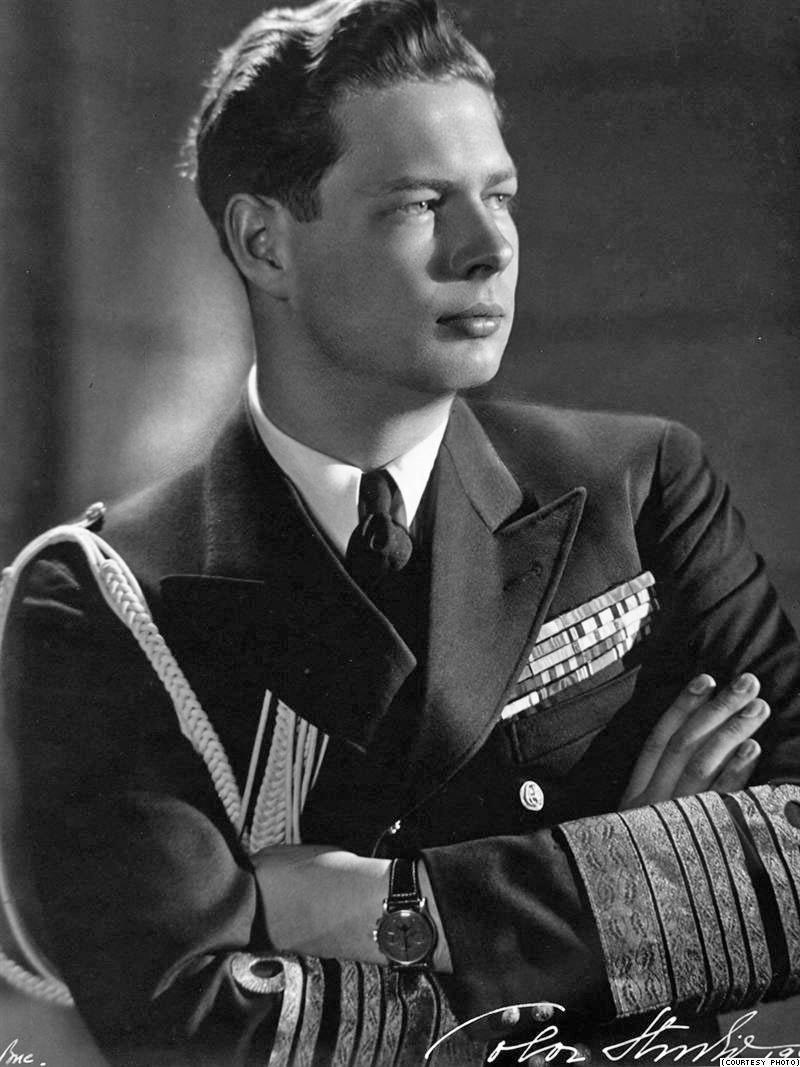
ミハイ一世

ルーマニアの民族主義者は大ルーマニア主義を掲げて行動していた。ルーマニアの国境を変更するという国家の計画についてはドイツが支持していたが、ドイツはドブロジャの南部とトランスィルヴァニアの北部をルーマニアに返還するつもりはなかった。ルーマニアの国境線については、東への拡大が奨励されるようになった。ルーマニア本国においては、「沿ドニエストルは歴史的にルーマニアの領土であり、そこの住民は、ロシアの統制下に置かれたルーマニア民族である」と主張する本が出回るようになった。第二次世界大戦の前夜、ルーマニアの過激派の政治家たちは、南ブーフ川沿いに新たな国境線を引く計画を立てた。彼らはドニエプル川沿いや、さらに東側に国境を策定しようともした。ルーマニアの新聞『Curentul』は、「ウラル山脈に沿う形で新たなルーマニアの国境線を引き、『アジアへと繋がるルーマニア帝国』の樹立を確実なものとすべきである。ルーマニア民族のための生存権を確保するために」と書いた。
1940年、ソ連軍はベッサラビアを占領した。1940年6月29日、ヘルツァにて、ソ連軍とルーマニア軍の間で武力衝突事件が発生し、死傷者が出た。ソ連が占領したのち、ヘルツァはソ連邦ウクライナ共和国の領土として割り当てられた。ヘルツァがソ連に併合されると、ルーマニアはドイツと協同し、ソ連に対して宣戦布告した。1941年6月にバルバロッサ作戦が始まると、ルーマニアはドイツとともにこの戦闘に参戦した。ルーマニアとドイツの連合軍はこの地を奪還し、ウクライナの南部と南ブーフ川（ブコヴィナ、ベッサラビア、ドニエストル川とブーフ川の合流点）も占領した。1943年の終わりまでに、ソ連軍はロシアの領土の大部分を奪い返し、ナチス・ドイツとその同盟国を叩き伏せるため、ソ連の国境を越えて西へ西へと進軍していた。ソ連はルーマニアにも侵攻し、モルダヴィアの北部と東部を占領した。1944年の春、ソ連は再びヘルツァを占領した。公式には、ルーマニアはウクライナに対してヘルツァ地方の領有権を主張しているわけではない。しかし、ルーマニアとモルダヴィアは、1940年のソ連の行為は「違法である」と考えており、ヘルツァはウクライナの領土である、と認めることには反対の立場である。1944年8月23日、ルーマニア王国の君主、ミハイ一世が宮廷クーデターを起こし、イオン・アントネスク(Ion Antonescu)は逮捕された。ミハイ一世は「この国を破局から救う唯一の方法は、枢軸国との同盟からの離脱と戦争の即時停止である」「ルーマニアはソ連、イギリス、アメリカ合衆国からの休戦協定を受け入れた」と発表した。ミハイ王は、自国の軍隊に対して停戦命令を出した。これについて、ニューヨーク・タイムス(The New York Times)は、1944年8月24日付の記事にて「彼らは国家の名において、無条件降伏を受け入れた」と報じた。クーデターの翌日、ルーマニアはドイツとの同盟を解消し、1944年8月25日にドイツに対して宣戦布告し、連合国側に付いた。イオン・アントネスクを逮捕させ、政府の実権を掌握したミハイ王は1923年のルーマニア憲法を復活させ、ソ連軍がモルダヴィア戦線に侵攻しようとしていたときに停戦を発令した。宮廷クーデターにより、ソ連軍のルーマニアへの進軍は加速した。のちにソ連は、ルーマニアの戦争を終わらせたミハイ一世に対し、「勝利勲章」を授与した。正式な停戦協定については、この時点ではまだ締結されていなかったため、ソ連にとってルーマニアは「敵」であった。ミハイ一世は、国民農民党と国民自由党が多数を占める新政府の長官にコンスタンティン・サナテスク(Constantin Sănătescu)将軍を指名した。サナテスクは、ルーマニア共産党中央委員会委員の一人、ルクレチウ・パトラシュカーヌを法務大臣に任命した。ソ連軍は1944年8月31日に首都・ブクレシュティを占領した。1944年9月12日、ルーマニアとソ連は、モスクワが提示した条件に基づき、休戦協定に署名した。ルーマニアはソ連に対する賠償金の支払い、反ユダヤ主義の法律の廃止、ファシスト団体の設立の禁止、ベッサラビアと北部ブコヴィナをソ連に返還することに同意した。ソ連、アメリカ、イギリスの代表はブクレシュティに連合国管理委員会を設置したが、圧倒的に権限を行使したのはソ連軍司令部であった。ルーマニアとソ連の休戦条件の遵守については、連合国管理委員会による監視下に置かれた。ソ連軍の部隊の国内駐留と権益協定（この時点ではルーマニアはまだそのことを知らなかった）により、連合国管理委員会におけるソ連の役割はますます強まり、それに伴ってルーマニアの政治情勢は急速に悪化し始め、ルーマニアはスターリニズムを模範とした独裁国家へと変わりつつあった。ルーマニアとソ連の間で休戦協定が結ばれたのち、ソ連軍はルーマニア全土を占領するに至った。
同盟国間における交渉では、ソ連が休戦条件を決定できるようにするため、また、ルーマニアの領土を占領するため、休戦協定の署名を遅らせた。この期間中、114,000人から160,000人のルーマニア兵士が、ミハイ王による停戦命令により、戦わずしてソ連軍の捕虜となった。「160,000人」という数字は、第二ウクライナ戦線正面軍および第三ウクライナ戦線正面軍との戦闘行為が停止したあとの兵士の数である。ルーマニアとソ連の間の敵対行為が終わるまでのルーマニアにおける軍事損失については、合計で約11万人が死亡した。第二次世界大戦において、当初は「行方不明者」として登録されていたルーマニアの兵士367,976人（東部戦役では309,533人、西部戦役では58,443人）のうち、そのほとんどが捕虜であった。ソ連軍は、約13万人のルーマニア兵士をソ連に連行し、その多くは捕虜収容所で死亡した。連行されていった兵士の数については、「140,000人」「170,000人」との情報源もある。彼らは捕虜収容所まで徒歩で連行され、その途中で死亡した者もいた。連合国に降伏したのち、ルーマニアはソ連による指揮のもと、15個師団分の兵力を連合国軍に投入した。ドイツとの戦争が終わる前に、ソ連がチェコスロヴァキアとハンガリーからドイツを追い出し、その際に約120,000人のルーマニア兵士が命を落とした。休戦協定に基づき、ルーマニアはソ連に賠償金3億ドルを支払う義務が生じた。しかし、モスクワは、賠償として譲渡された物品について、1938年の時点の価格で算定したことにより、ソ連は1944年の時点の価格で受け取る権利の二倍から三倍の量をルーマニアから搾取できた。ソ連はまた、戦争中にルーマニア人が没収した財産を再収用し、国内の移動中や占領中にソ連軍に供給するための食料やその他の物品を徴発し、ルーマニア国内のドイツの資産をすべて収用した。戦利品総額は、推定20億ドルに達する。
1947年12月30日、ペトル・グローザがゲオルゲ・ゲオルギウ＝デジ(Gheorghe Gheorghiu-Dej)を伴ってエリサベータ宮殿を訪れ、ミハイ一世に対して退位を迫った。ミハイ王が退位を表明したのに伴い、ルーマニア共産党が政権を掌握し、「ルーマニア人民共和国」(Republica Populară Română)の樹立が宣言された。1948年2月4日、ソ連とルーマニアの間で、友好、協力、相互扶助の条約が調印・締結された。また、ルーマニア共産党は、アドルフ・ヒトラー(Adolf Hitler)のドイツとの同盟に最初から反対していた唯一の政治勢力でもあった。ルーマニアの領土内では、ルーマニア第一義勇歩兵師団にルーマニア人の捕虜が配属され、第二ウクライナ戦線正面軍の一部として（のちにルーマニア国軍の一部となった）ルーマニア、ハンガリー、チェコスロヴァキアで戦った。ソ連においても、第二ルーマニア義勇歩兵師団が編成された。彼らはドイツ軍とは戦わなかったが、ルーマニア国内のファシストたちによる武装組織に対して積極的な闘争を展開した。
1948年2月、ルーマニア労働者党(Partidul Muncitoresc Român)の最初の党大会が開催された。1965年3月19日、ゲオルギウ＝デジが亡くなると、その後任としてニコラエ・チャウシェスク(Nicolae Ceaușescu)がルーマニア労働者党中央委員会第一書記に就任した。1965年7月に開催されたルーマニア労働者党第9回党大会の席にて、チャウシェスクは政党名を「ルーマニア共産党」(Partidul Comunist Român)に戻すことを提案し、可決された。前任者のゲオルギウ＝デジは、1948年2月以来、「ルーマニア労働者党第一書記」の肩書を名乗っていたが、チャウシェスクはこの役職名を「ルーマニア共産党書記長」に戻した。1965年8月21日、チャウシェスクは新たな憲法の制定の採択を宣言し、国名を「ルーマニア人民共和国」から「ルーマニア社会主義共和国」(Republica Socialistă România)に変更した。

## 占領の法的根拠

### 休戦協定

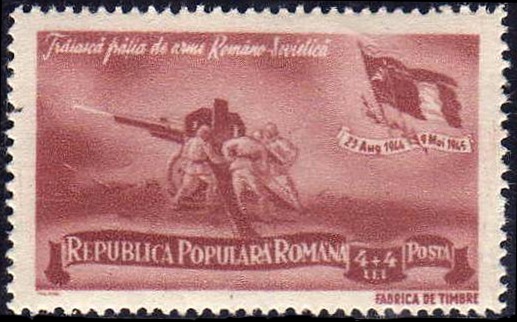
1948年にルーマニアで発行された切手。題辞には「ルーマニアとソ連の友情万歳」と書かれている。

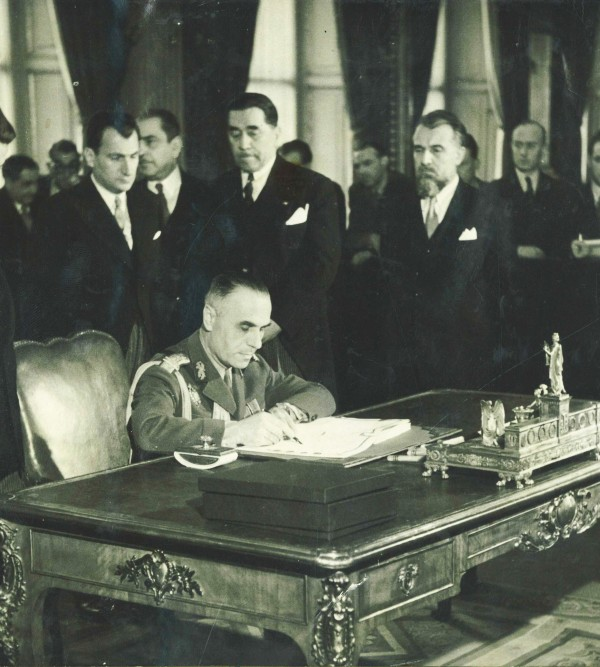
1947年2月10日、ドミートル・ダマチャーノが、ルーマニア王国を代表して講和条約に署名する。

1944年9月12日、モスクワにて、ルーマニアとソ連の間で休戦協定が締結された。この協定の第3条には、以下のように書かれている。
「ルーマニアの政府および最高司令部は、軍事情勢により、必要な場合には、ソ連軍およびその他の連合国軍に対し、ルーマニアの領土内を任意の方向に自由に移動するための施設を提供するものとし、政府およびルーマニア最高司令部は、この移動について、陸路、水路、空路において、あらゆる可能な支援を実施し、その際には通信手段を通じて実費負担とする」
第18条には、「連合国管理委員会が設立され、和平が締結されるまで、連合国（ソ連）最高司令部の全面的な指令のもとで、現時点における条項の履行に対する制限と管理を実施する」と書かれた。第18条の付録には、
「休戦条件の正確な履行の管理は、休戦協定第18条に基づいて設立される連合国管理委員会に委ねられる」「ルーマニア政府とその機関は、休戦協定から生じる連合国管理委員会からの全ての指示を履行するものとする」
と書かれ、連合国管理委員会の中心部が首都・ブクレシュティに設置されることとなった。ソ連からはソ連軍最高司令部のロディオン・ヤーコヴィチ・マリノウスキー(Родіон Якович Малиновський)が、ルーマニア王国からは、ルクレチウ・パトラシュカーヌ、ドミートル・ダマチャーノ(Dumitru Dămăceanu)、バルブ・シュティールベイ、ギーツァ・ポープが、この休戦協定に署名した。
また、第15条には「ルーマニア政府は、政治、軍事、民兵組織を問わず、ルーマニア国内において、すべての親ヒトラーの組織団体（ファシスト型）、連合国、とりわけ、ソ連に敵対的なプロパガンダを実施しているその他の組織を直ちに解散させることを約束する。 将来においても、そのような性質の組織の設立・存在は許可しない」と明記された。
また、休戦協定第14条に基づき、「戦争犯罪人」を裁く目的で、クルージュ＝ナポカとブクレシュティにルーマニア人民法廷が設置された。
1945年、ルーマニア政府は、連合国管理委員会との和平交渉を担当する停戦委員会を設立した。

### パリ講和条約
1947年2月10日、ルーマニアはパリ講和条約に調印・署名した。講和会議のルーマニア代表団はゲオルゲ・タタレスク(Gheorghe Tătărescu)が率いた。ルーマニアからは、ルクレチウ・パトラシュカーヌ、シュテファン・ヴォイテク、ドミートル・ダマチャーノが出席し、署名した。ジェイムス・F・バーンス(James F. Byrnes)、ヴャチェスラーフ・モロトフ(Вячеслав Молотов)、アーネスト・ベヴィン(Ernest Bevin)も署名した。
ルーマニアとソ連の休戦協定は、パリ講和条約が発効した1947年9月15日に失効となった。ルーマニアとフィンランドは、ソ連に対して3億ドルの賠償金を支払った。ルーマニアの国境線は、ハンガリーとソ連との国境線を除いて、1941年1月1日の時点のそれに復元された。ハンガリーへの飛び地を持つトランスィルヴァニアはルーマニアの領土として戻ったが、ベッサラビアと北部ブコヴィナ地方はソ連に占領された。この条約は、ルーマニアに対し、言論、宗教礼拝、集会の自由を含む、人権と政治的権利を尊重するよう義務付けているが、ルーマニア政府はこれらの約束について、当初から「形骸化したもの」と見做していた。新たに結んだ条約は、ルーマニアにおけるソ連の無制限の軍事駐留の法的根拠を与える形となった。第21条1節には、「この条約の発効後、90日以内にすべての連合国軍はルーマニアから撤退しなければならない。ただし、ソ連はルーマニアの領土内にて、必要な軍隊を維持する権利を保持する。オーストリアにおけるソ連が占領する地域とのソ連軍の連絡線を維持し、それに必要な物資と用務の実費はルーマニアが負担する」と規定された。
条約では、「ルーマニアはソ連に対し、物品（石油、穀物、河川船舶）の損失について、1944年9月12日から8年間かけて3億ドルを補償する」「ルーマニアはソ連および他の同盟国の領土から奪った財産を返還する。賠償請求は、条約の発効日から半年以内にルーマニアに対して行われるものとする」と規定された。
ルーマニア軍の規模については、陸軍は12万人、海軍は5千人、空軍については8千人、と定められた。

## 軍事占領
| 日付                     | 兵士の人数       |
| ------------------------ | ---------------- |
| 1945年5月8日             | 80,000           |
| 1945年11月1日            | 500,000          |
| 1946年1月4日             | 420,000          |
| 1946年3月1日             | 615,000          |
| 1946年6月1日             | 400,000          |
| 1946年11月1日            | 240,000          |
| 1947年                   | 60,000 – 130,000 |
| 1948年5月1日 - 7月1日    | 35,000           |
| 1948年10月1日            | 32,000           |
| 1949年7月1日             | 28,000           |
| 1949年10月1日            | 19,000           |
| 1950年1月1日             | 32,000           |
| 1950年4月1日             | 33,000           |
| 1950年9月1日 - 1952年9月 | 32,000           |

1944年9月の休戦協定締結後、ソ連軍はルーマニアのほぼ全土を占領した。ルーマニアを占領したソ連軍の兵士の規模については、「750,000人 - 1,000,000人」（イギリスの軍事当局者による推定）、「1,500,000人前後」（ルーマニア軍の参謀による推定）、と推定されている。西側諸国の外交官や専門家は、「1,000,000人以上はいた」と推定している。
1944年末から翌年の初頭にかけて、戦争によって経済活動は困難になり、前線の需要を満たすことが依然として主な目的であり、民間人への物資の供給は犠牲にされていた。移動の自由も制限された。首都の軍司令部は住民の保護を口実に、路上、公共広場への駐車、3人以上の集団による行動を禁止した。23時以降は、外出、公共交通機関の運行、公共施設の運営も禁止となり、これに違反した場合、半年以上4年以下の懲役刑が科せられた。
1945年11月8日、ブクレシュティにて、ミハイ一世に対する支持を表明するため、人々が集まった。ミハイ一世は共産党と対立しており、政府が発行したいかなる法令に対しても署名を拒否した。国王による公布が無い限り、法令は発効できず、ミハイ王の存在は共産主義体制の確立に対する最も強力な障壁となっていた。共産主義者はこの集まりを弾圧し、11人が殺され、数千人が逮捕された。
1946年後半の時点で、ソ連空軍の半分以上の部隊がソ連国外に駐留していた。中でもポーランドとルーマニアが最も多く、2,500機の航空機が待機していた。軍隊の規模は1946年3月に61万5,000人に達したが、1947年2月に講和条約が締結されたあとは削減された。1946年末までに、ルーマニアのソ連軍の部隊は、クラヨーヴァ - スラティナ、スィヴィウ - アルバ・ユリア、コンスタンツァ、ブライラ - フォクシャニの4つの地域に集中していた。兵力の水準は1948年以降に安定し、2個師団に支援部隊が加わり、およそ3個師団の規模となった。
1955年9月、ゲオルゲ・ゲオルギウ＝デジは、「西ドイツに外国の軍隊がある限り、ソ連軍はルーマニアに残る」と発表した。
ルーマニアに駐留するソ連軍は、1956年10月に発生したハンガリー動乱の鎮圧にも参加した。ルーマニア国内のソ連軍の施設について、ルーマニア人は立ち入りを禁じられた。
ブルガリアとは異なり、ルーマニアはロシアとの文化的および歴史的な繋がりはほとんど無く、ロシアとの戦争を繰り広げてきた。ソ連による占領は、ルーマニア国民に強く圧し掛かるものとなった。
ソ連がルーマニアを占領した初期の頃には、ソ連軍の兵士によるルーマニア人の所有物の強奪、ルーマニア人女性への強姦が横行していた記録が残っている。
2018年後半、ルーマニアのロシア大使館は、『Facebook』にて、「ルーマニアにおいて、赤軍に対する組織的な中傷活動が展開されている」とし、「ソ連兵は『ルーマニアの解放者』ではなく、『強盗と強姦魔の集団である』と紹介されている」と非難の投稿を発表した。歴史家のマダリン・ホードルは、「ロシア大使館による投稿は作り話である」と注意喚起した。歴史家のヴァディム・グーズン(Vadim Guzun)は、「ソ連はルーマニアを占領し、解体し、ソ連に従属させた。赤軍による残虐行為について、真実とかけ離れた侮辱的な公式報告で洗い流すのは不可能である」と書いた。

## ルーマニア軍の再編
| 軍隊         | 兵力    |
| ------------ | ------- |
| 陸軍         | 120,000 |
| 対空迎撃部隊 | 5,000   |
| 海軍         | 5,000   |
| 空軍         | 8,000   |
| 合計         | 138,000 |

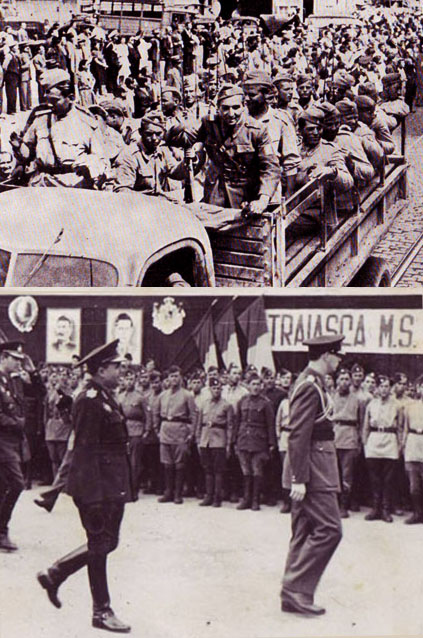
ルーマニア第一義勇歩兵師団

ソ連がルーマニアを占領したのち、ソ連軍による監督のもとでルーマニア人民軍が再編された。ルーマニア軍の人員は、パリ講和条約に基づき、将校と兵員合わせて「138,000人」に制限されていたが、ソ連による占領下では、ルーマニア国民の軍事化が進み、条約で決められた制限を超える形で規模が増大した。1953年までに、正規軍の兵力は約300,000人に、予備軍の兵力は約135,000人までに増加した。ルーマニア内務省の管轄下にある「内務」部隊（国境警備隊、保安旅団）は、325,000人を超える。組織改革の開始時に、ルーマニア軍内部の親ドイツ分子は一掃された。1944年から1945年にかけて、ルーマニア人の志願兵で構成される2つの師団が編成された。これらの師団の中には、戦争中にソ連で訓練を受けた元捕虜や、ヴァルテル・ロマンのような共産活動家がいた。ヴァルテル・ロマンは、ペトレ・ロマン(Petre Roman)の父親でもある。
「ルーマニア第一義勇歩兵師団」と「ルーマニア第二義勇歩兵師団」、この2つは、ソ連の管理下にあったルーマニア軍の中核を形成することになる。ルーマニア共産党が政権を掌握したのち、将校と下士官（その多くは、経験豊富な軍人であると同時に、陸軍のソ連化に反対する潜在的な勢力でもあった）の30%が軍から追放された。ルーマニアの軍事施設はソ連を手本とする形で再編成された。ソ連の士官は連隊に至るまでルーマニアの軍事部隊の顧問を務め、多くのルーマニアの士官が、教育と訓練を受けるためにソ連に渡った。
ルーマニア労働者党が権力を掌握したのち、新たに国防大臣に就任したエミール・ボドナラーシュによる監督のもと、ルーマニア軍のソ連化が本格的に始まった。この再編には、冷戦の黎明期にルーマニアがソ連の戦略体系に統合された事実を背景に、軍事および政治組織のソ連式の採用と、戦闘および国防における軍事方針の変更も含まれていた。のちにルーマニアは、ワルシャワ条約機構に加盟することになった。
ソ連軍の将校は、軍の徹底的な再編を監督する顧問として任命され、主要な軍事政府機関に対する統制と監督の権限も握っていた。当初のソ連の軍事顧問は、国防省、参謀本部、軍部における政治部門で一部の役職に就いただけであったが、時間の経過とともに、ソ連の軍事顧問の数は徐々に増加し、同時にその地位は恒久的なものとなり、権限も拡大していった。1952年11月の時点で、ルーマニアの軍事学校には、常任のソ連顧問職が105人、臨時のソ連顧問職が17人いた。1955年以降になると、その数は減少し始め、1955年には72人、1956年には63人、1957年には25人、1958年には10人にまで減った。
1945年以降、ソ連軍の基準に従って新たな軍規が導入され、1949年から1952年にかけてまとまった。この軍規に基づき、多くの将校や軍学生が、訓練を受けるためにソ連に送られた。ルーマニア軍再編の最終段階は1949年から1952年にかけて行われ、多くの将校や士官候補生がソ連の高等軍事教育機関に留学するために送られた。1949年から1952年にかけて、717人のルーマニア人の学生がソ連で訓練を受け、1958年には471人のルーマニア人の軍学生がソ連に留学し、教育を受けた。1958年にソ連軍がルーマニアから撤退したのち、士官候補生の数は25 - 30人にまで減った。

## 諜報機関の再編
1948年8月30日、ルーマニアの秘密警察『セクリターテ』(Securitate)が創設され、ゲオルゲ・ピンティリーエが初代長官に就任した。セクリターテは、1943年に創設されたソ連の防諜部隊「スミエルシュ」(Смерш)の協力を得て設立され、当初は「国家保安局」(Departamentul Securităţii Statului)と呼ばれた。「機動旅団」(Brigada Mobilă, 「ブリガーダ・モビラ」)と呼ばれる、ルーマニアにおける作戦の統率者は、ソ連内務人民委員部の諜報員、アレクサンドル・ニコルスキであった:579。1948年8月30日、ルーマニア大国民議会常任幹部会による政令第221号に基づき、内務省の組織内に人民保安総局が創設され、1951年4月2日まで並行して維持された。特別諜報局は閣僚評議会議長に従属し、対外諜報活動や防諜任務を担った。法令第221号によれば、セクリターテの主要な目的は「民主主義の成果を守り、ルーマニア人民共和国の安全を内外の敵から守ること」であったという。治安機関は「民主主義体制と国民の安全を危険に晒す犯罪を実行できる唯一の組織」であり、この問題における彼らの権限は国中で行使された。セクリターテを統轄し、ルーマニア共産党の統制下に置いた内務大臣、アレクサンドル・ドラギーチ(Alexandru Drăghici)は「安全保障は、今もかつても党の手段である。合法性を尊重する義務はあるが、状況に応じて、我々は合法性を返上する」と述べた。

## ドイツ人の国外追放

トランスィルヴァニア地方におけるドイツ人の居住地（1945年）

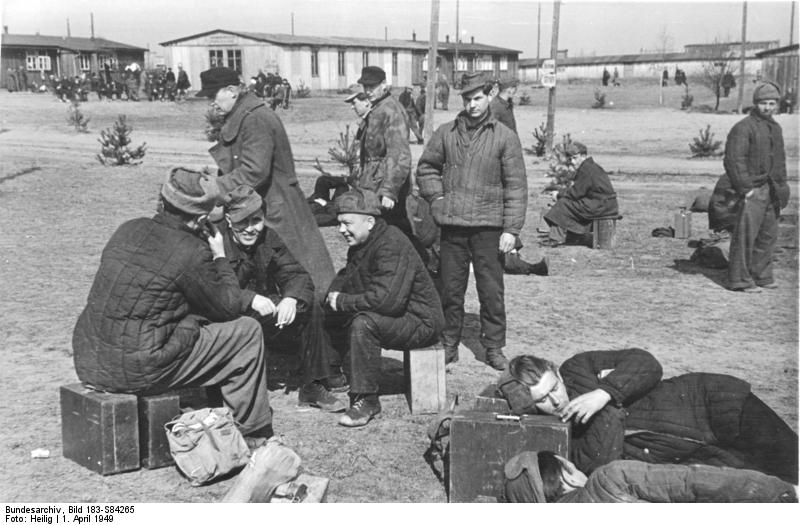
ソ連国内の収容所から解放され、帰国する直前のドイツ人が休息を取る様子（1949年4月1日撮影）

ソ連は、トランスィルヴァニアに住んでいたドイツ人に対するルーマニアからの国外追放に関与した。1944年10月、連合国管理委員会からの要請を受けて、ルーマニア政府はドイツ人の血を引くルーマニア人の若者の逮捕を開始し、トランスィルヴァニア地方に住んでいたドイツ人を列車に乗せ、ソ連に強制移送するよう命令した。1945年1月13日に行われた抗議運動を受けて、ルーマニア政府は、「民族の出自に関係なく、国民一人一人を保護する」との義務を確認し、「ドイツ人の国外追放には法的根拠が無い」と指摘した。1949年、ソ連国内にあったドイツ人の強制労働収容所は廃止され、ドイツ人の強制労働は終了したが、母国に戻れた者はごく僅かであった。
1944年10月31日、連合国管理委員会は、ルーマニア政府に対し、ルーマニア国内に住む外国人の一覧表を提供するよう要求した。10月から12月にかけて、ルーマニアに住むドイツ人の一覧表が作成された。ソ連は、ハンガリー、ユーゴスラヴィア、チェコスロヴァキアに住むドイツ人の規模についても調査を行っていた。1944年12月15日、その集計結果はヨシフ・スターリン(Иосиф Сталин)に提出された。翌12月16日、スターリンはドイツ人の強制国外追放命令を発表し、その行動計画と責任者を決定した。
1944年12月16日の国防委員会による決議では、占領地に住んでいる健康なドイツ人全員（男性は17歳から45歳まで、女性は18歳から30歳まで）の強制収容を規定しており、ルーマニア、ユーゴスラヴィア、ハンガリー、ブルガリア、チェコスロヴァキアを占領している赤軍によってソ連に移送されることになった。89,000人のドイツ人がルーマニアからソ連に連行され、そのうちの33,000人がソ連で死亡したという。1945年2月19日、ルーマニアの連合国管理委員会は閣僚評議会議長に対し、「ソ連での労働を回避した」すべてのドイツ人を、国内での労働のために招集するよう要求した。その人数は10,528人であった。
ミハイ一世は、アメリカとイギリスに対し、ルーマニアからドイツ人を国外追放しようとするソ連の違法行為についての抗議文を送付した。1945年1月に国外追放が行われたあとも、ドイツ人の大部分は依然としてトランスィルヴァニアに住んでいたが、その多くは別の国へと散り散りになった。1941年の時点で、トランスィルヴァニアには約250,000人のドイツ人が住んでいたが、1948年には157,000人にまで減っていた。ルーマニアに住んでいたドイツ人は、「民族的にはドイツ人」であるが、彼らはドイツには属しておらず、ルーマニア国民であった。
当時、ウィンストン・チャーチル(Winston Churchill)はソ連に対する支持を公式に表明し、「ロシアには、東ヨーロッパに住むドイツ人の労働者を徴発する権利がある」と発言した。
1949年8月12日、ジュネーヴにて定められた「戦時下における民間人の保護に関する条約」の第49条では「いかなる理由があろうとも略奪は禁止であり、占領されているか否かに関係なく、被保護者を占領地域から占領国の領土または他の国の領土に移送することは禁止とする」と書かれた。

## Sovrom

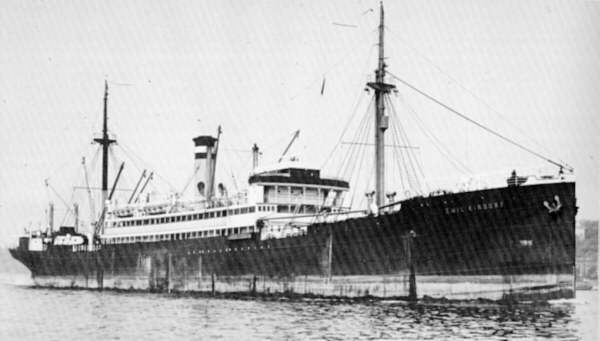
輸送蒸気船「Ardeal」

「ソヴロム」とは、第二次世界大戦の終わりごろにルーマニアに設立された、ソ連とルーマニアの合弁事業であり、1954年から1956年まで続いた。合弁企業の設立に関する両国間の協定については、1945年5月8日にモスクワで署名された。この事業の目的は、名目上は、戦後の復興努力に向けての資金開発にあったが、その本質はルーマニアがソ連に対して資源を提供することにあった。これらは休戦協定とパリ講和条約に基づいて請求された戦後の賠償金の支払いに加えて、ルーマニアの資源を枯渇させる要因にもなった。ソヴロムにおいては、ソ連は戦場でドイツ軍が残した鹵獲軍事装備品をルーマニアに売却し、ルーマニアがその装備品の額を再評価し、ソ連に支払った。ルーマニアからソ連に送られた物品の総額は20億ドルと推定されており、これはソ連が要求した戦争賠償額をはるかに上回るものであった。1952年の時点で、ルーマニアの輸出の85%はソ連に充てられた。
ソヴロムの一つ、「Sovromcuarţ」（「ソヴロムクワールツ」）は、活動の本当の目的の隠蔽を意図した名前であり、1950年にビホル県にあるバイーツァ鉱山で操業を開始した。当初の従業員は15,000人おり、それらは政治犯であった。彼らの多くが放射能中毒で死亡したのち、地元の村人が彼らの代わりを務めたが、彼らは自分たちが放射性物質を扱っているという事実を知らされていなかった。ルーマニアは、1952年から1960年にかけて、17,288トンのウラン鉱石を秘密裏にソ連に引き渡し、その一部はソ連による原子爆弾開発計画に使用された。ウラン鉱石の採掘は1961年まで続けられた。
1954年の秋、当時運営されていた16のソブロム企業のうち12社が解散となり、1956年には最後のソヴロムも解散となった。

## ルーマニアからのソ連軍の撤退

### 撤退までの流れ
1955年5月15日、オーストリアにて条約が締結され、独立宣言が出された。これに伴い、連合国軍によるオーストリアの占領が終わり、ソ連、アメリカ、イギリス、フランスの連合国軍の部隊はオーストリアから撤退した。条約の調印後、連合国軍は、1955年9月19日までに占領軍をオーストリアの領土から撤退させ、1955年10月26日、オーストリアにおける占領体制の終焉に関する条約が調印された。その後、「ルーマニアの領土にソ連軍が駐留する法的根拠はもはや存在しない」との言葉が、ルーマニア社会で聞かれるようになった。1955年5月14日、ルーマニアがワルシャワ条約機構に加盟したのち、ルーマニアからのソ連軍の撤退についての話は議題には上がらなかったが、ルーマニア労働者党の指導部は、ソ連軍のルーマニア駐留がさらに「正当化」されることを恐れた。1956年2月に開催されたソ連共産党第20回党大会の場でニキータ・フルシチョフ(Никита Хрущев)が行ったスターリン批判のあとに、ソ連とルーマニアの関係の悪化が始まった。ゲオルギウ＝デジ率いるルーマニア労働党の代表団は、ソ連との交渉の際、ソ連によるオーストリアの占領が終わった事実を取り上げ、ルーマニアはソ連軍の撤退を望んでいる趣旨を述べた。1956年12月3日、「ルーマニア領土におけるソ連軍駐留の一時的な配置について」と題したソ連とルーマニアの共同宣言がモスクワで署名された。1956年7月、ゲオルギウ＝デジはルーマニア政治局委員を招集し、彼らに対して「…ご存知のとおり、オーストリアは中立を宣言し、条約に署名しました。オーストリアがこの条約に署名したという事実に基づき、ルーマニアからのソ連軍の撤退について問題提起する必要があります。ソ連軍はルーマニアから撤退しなければなりません」と語った。オーストリアで中立条約の締結が発表された当時の1955年、ゲオルギウ＝デジは仲間たちを別荘に呼び寄せ、以下のように述べた。「兄弟諸君、待ちに待った瞬間がようやく到来した。ソ連軍からの解放だ！」
1955年、ニキータ・フルシチョフがルーマニアを訪問した際、ゲオルギウ＝デジは、ルーマニア国内に駐留しているソ連軍を撤退させるよう要求した。
ルーマニア、中国、アルバニアの間の緊密な軍事・政治協力の可能性については、1956年9月に行われた中国共産党第8回党大会の第2回総会で初めて議論された。1957年以来、ゲオルギウ＝デジはヨシップ・ブロズ・ティトー(Јосип Броз Тито)と何度も会談を行った。ティトーはルーマニアに対し、ソ連軍をできるだけ早く撤退させる方法を助言するようになった。1957年10月、モスクワで開催された十月革命40周年記念式典において、毛沢東とエンヴェル・ホッジャ(Enver Hoxha)は、ゲオルギウ＝デジとの会談の場で、ソ連軍の速やかな撤退を求めるにあたっての助言を送った。
ニキータ・フルシチョフは、段階に分けてルーマニアから軍隊を撤退させる決定を下した。ソ連軍がオーストリアから撤退したのち、ユーゴスラヴィアへの接近が誠実なものであることを証明したがっていたフルシチョフは、1955年6月から8月にかけて、「西側諸国へ向けた新たな選択肢、東ヨーロッパからの軍隊の撤退」との構想を得ていた。
1958年4月17日、フルシチョフはゲオルギウ＝デジに宛てた書簡の中で「…国際関係における緊張緩和を考慮し、ルーマニアには信頼できる軍隊があるため、ソ連は赤軍がルーマニアに駐留する必要はない、と確信している」と綴っている。軍隊の撤退は1958年8月15日までに完了することが明記され、ソ連はこの期限を順守した。

### ソ連軍の撤退
1958年5月24日、ワルシャワ条約機構加盟国諮問委員会は、ルーマニアの領土からのソ連軍の撤退に関する協定に署名した。これより遡ること4月17日、モスクワは軍隊の撤退の実施をブクレシュティに正式に通知した。約25,000人からなるソ連軍の撤退は、1958年6月から7月にかけて、両国間の「友好」を祝うことを目的とした大規模な実演の中で実施された。ソ連はルーマニアからの赤軍の撤退を完了した。
軍事施設、武器、弾薬の一部については、1971年に両国間で撤退に関する最終合意が得られるまで、ルーマニアの領土内に残された。
ソ連軍の撤退に対し、ルーマニア人は感銘を受けなかった。アメリカは「東ヨーロッパ全体の兵力は変わっておらず、ルーマニアは国境を越えて駐留するソ連軍に対して依然として脆弱である」と認識していた。
その後、ワルシャワ条約機構加盟国の中で、ルーマニアはソ連軍の基地が存在しない唯一の国となった。

## 資料
- DEPORTAREA SASILOR TRANSILVANENI

- ПАРИЖСКИЕ МИРНЫЕ ДОГОВОРЫ 1947 г. (К 70-летию Парижской мирной конференции) - Информационно-справочные материалы

- The Armistice Agreement with Rumania; September 12, 1944

- Парижские мирные договоры 1947